# Dante Clauser
Don Dante Clauser (Lavarone, 7 dicembre 1923 – Trento, 11 febbraio 2013) è stato un presbitero italiano.

## Biografia
Figlio di un geometra dipendente pubblico e di una maestra elementare, fu ordinato sacerdote nel 1947; dopo una breve esperienza come cappellano a Calavino, nel 1948 fu mandato a Levico a dirigere la Piccola Opera Divina Misericordia, orfanotrofio e centro di accoglienza per ragazzi in difficoltà.
Fu poi inviato a Bolzano, dove fondò la Casa del Fanciullo, ai margini dell'ex campo di concentramento di Via Resia. Nominato curato a Vignola-Falesina, poi parroco a Vezzano dal 1957, fu assistente nazionale dell'ASCI (Associazione Scouts Cattolici Italiani).
Nel 1964 divenne parroco della centrale Parrocchia di San Pietro a Trento ; fu tra i protagonisti dello sviluppo neo-conciliare a Trento, nel periodo del Sessantotto,; operò per la revisione della devozione a “san” Simonino.
Dopo un'esperienza come "prete di strada" a Torino, nel 1977 fondò il Punto d'incontro, casa di accoglienza con laboratorio nel centro di Trento per italiani e stranieri senza fissa dimora; per la sua opera a fianco dei poveri e degli emarginati era chiamato “il prete degli ultimi”.
Nel 1982 fu tra i fondatori (con Luigi Ciotti, Vinicio Albanesi, Angelo Cupini, Andrea Gallo, Emmanuel Marie, Franco Munterubbianesi, Mario Vatta) del CNCA - Coordinamento Nazionale delle Comunità d'Accoglienza.

## Opere
- Vergine Madre, ed. Vita Trentina, 2002
- Bestiario, ed. Vita Trentina, 2003
- Osservatorio, ed. Vita Trentina, 2003
- Di palo in frasca, ed. Vita Trentina, 2004
- Il canto del cigno, ed. Vita Trentina, 2005
- La mia strada, ed. Il margine, Trento, 2006
- Francesco d'Assisi, ed. Il margine, Trento, 2006
- Vangelo secondo Matteo. Pensieri di un prete di strada, ed. Il margine, Trento, 2007

## Scritti su don Dante Clauser
- Piergiorgio Bortolotti, Punto d'incontro, ed. Il margine, Trento, 2006, con prefazione di don Andrea Gallo